# Башкирская химия
«Башкирская химия» («Башхим») — российский химический холдинг. 
До 2021 года в состав АО «Башкирская химия» входили АО «Башкирская содовая компания», АО «Березниковский содовый завод» («БСЗ»), ЗАО «Сырьевая компания», ООО «Торговый дом «Башкирская химия».
Юридический адрес — в Стерлитамаке, почтовый адрес — в Москве. 

## Деятельность
Компании АО «Башкирская химия» являлись основными производителями кальцинированной соды и бикарбоната натрия в России и странах СНГ, крупнейшими российскими производителями каустической соды и кабельных пластикатов. АО «БСК» входит в тройку лидеров по выпуску суспензионного поливинилхлорида (ПВХ).
Помимо крупнотоннажной продукции базовой химии (кальцинированная сода, гидроксид натрия (каустическая сода), поливинилхлорид) производит широкую номенклатуру химической продукции.
Гражданам России и республик бывшего Советского Союза хорошо знакома 500-граммовая желто-оранжевая пачка с надписью «Сода пищевая», которую производили на двух предприятиях: в городе Стерлитамаке на АО «БСК» (в советские годы – производственное объединение «Сода») и в городе Лисичанске на ОАО «Лисичанская сода», выкупленном в 2008-м году компанией «Башкирская химия» и впоследствии закрытом с целью устранения конкуренции.